# Злодіївка
Злодіївка — річка в Україні, у Сквирській міській та Володарській селищній громадах Білоцерківського району Київської області, ліва притока Росі (басейн Дніпра).
Інші назви: Червоний Став, Струха, Болотянка.

## Опис
Довжина річки 18 км, похил річки — 3,3 м/км. Формується з багатьох безіменних струмків та водойм. Площа басейну 108 км².

## Розташування
Бере початок у селі Рибчинці. Тече переважно на південний схід і у селі Мармуліївка впадає у річку Рось, праву притоку Дніпра за 279 км від її гирла.
Населені пункти вздовж берегової смуги: Мовчанівка, Каленна, Чепіжинці, Капустинці.

## Притоки
Річка без назви - ліва притока. Бере початок у селі Оріховець (колишнє Татаринівка). Тече переважно на південний захід через село і на північній стороні села Чепіжинці впадає у Злодіївку.

## Галерея

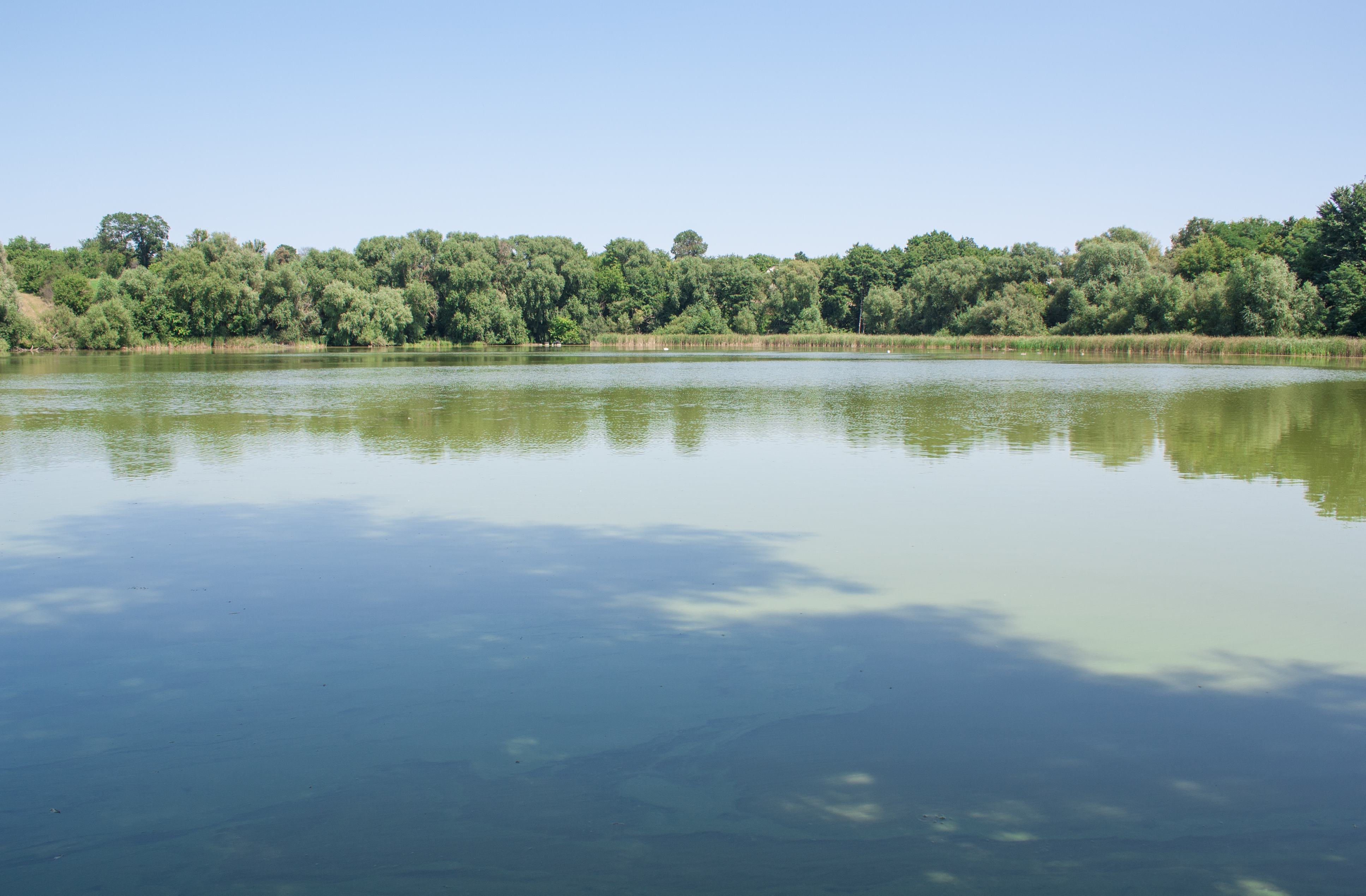
Ставок на річці в селі Чепіжинці
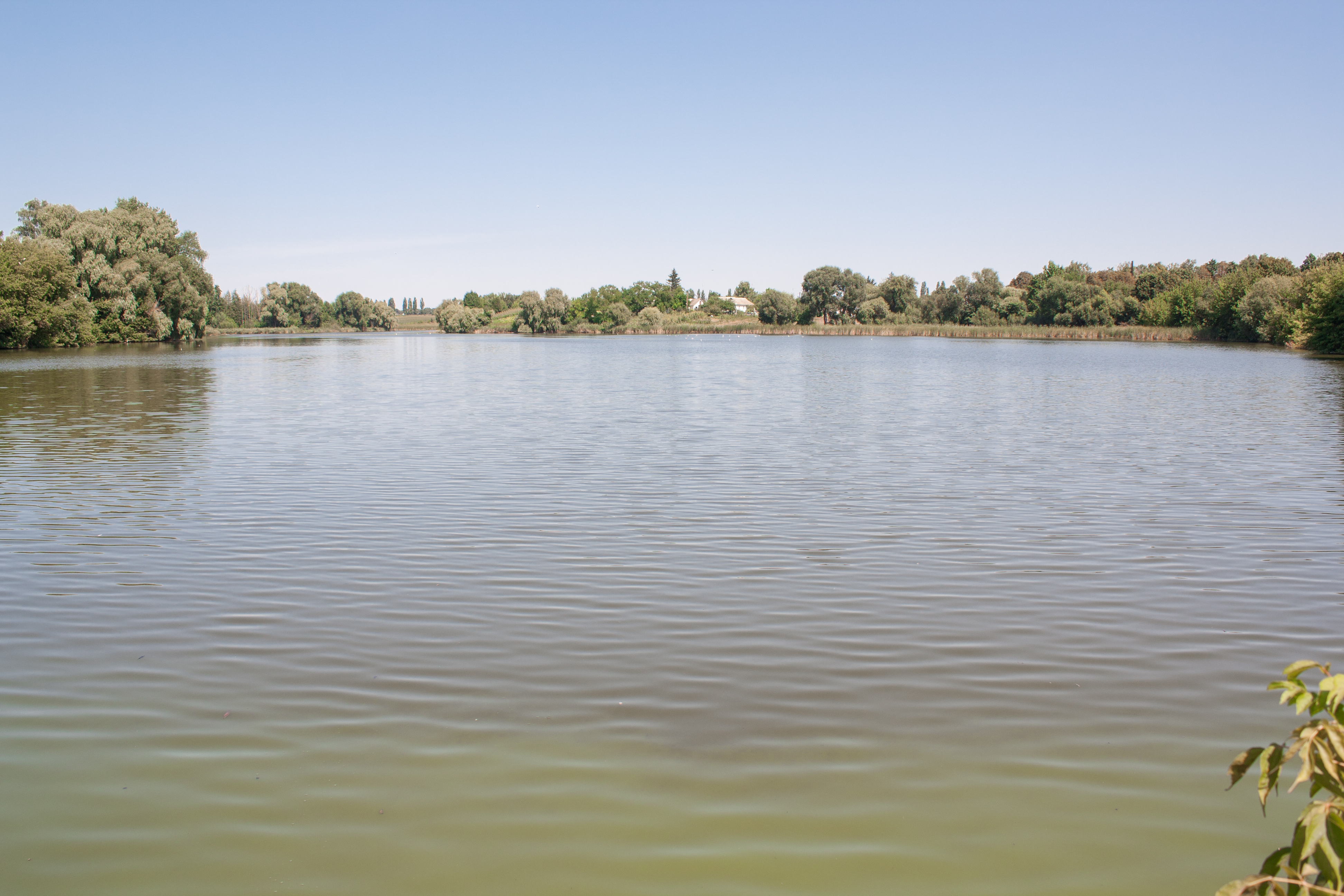
Ставок на річці в селі Мармуліївка